# Universidade do Leste
A Universidade do Leste (em inglês:   Eastern University) é uma universidade privada batista localizada em St-Davids nos subúrbios de Filadélfia, na Pensilvânia nos Estados Unidos da América. É afiliada das Igrejas Batistas Americanas EUA.

## História
A universidade tem suas origens na fundação do Seminário Teológico Batista Oriental em 1925 em Filadélfia por seis ministros batistas conservadores da American Baptist Publication Society.  Em 1932, um departamento colegiado foi fundado.  Em 1952, tornou-se autônomo do seminário e mudou-se para St-Davids nos subúrbios de Filadélfia, como Eastern Baptist College.  Em 2001 tornou-se uma universidade. 
Para o ano 2020-2021, teve 3,504 alunos. 

## Afiliações
Ela é membro das Igrejas Batistas Americanas EUA. 